# Martin Duffy (Filmemacher)

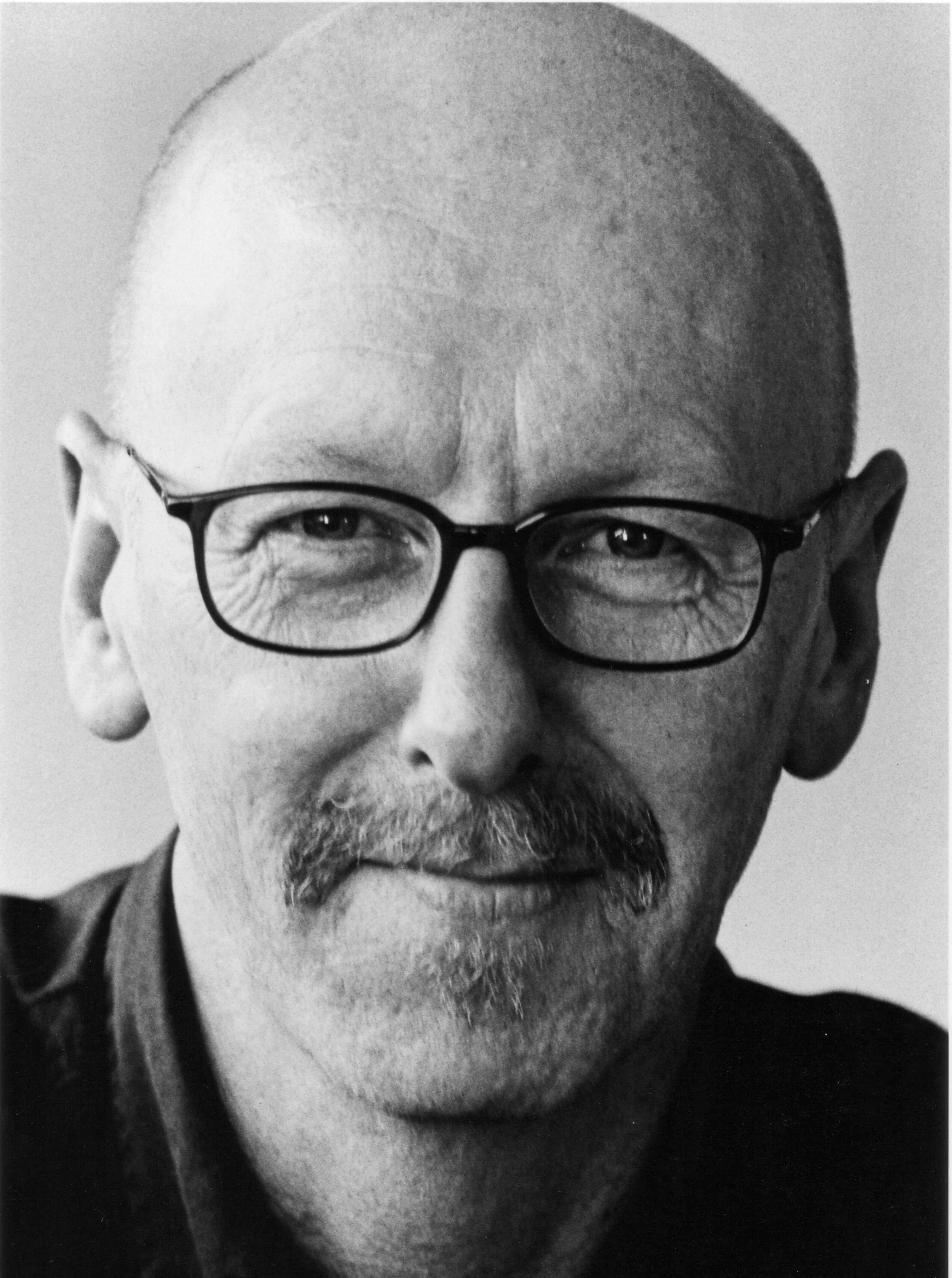
Martin Duffy

Martin Duffy (* 25. August 1952 in Dublin) ist ein irischer Filmregisseur, Drehbuchautor, Filmeditor und Schriftsteller. Er lebt in Berlin, Deutschland.

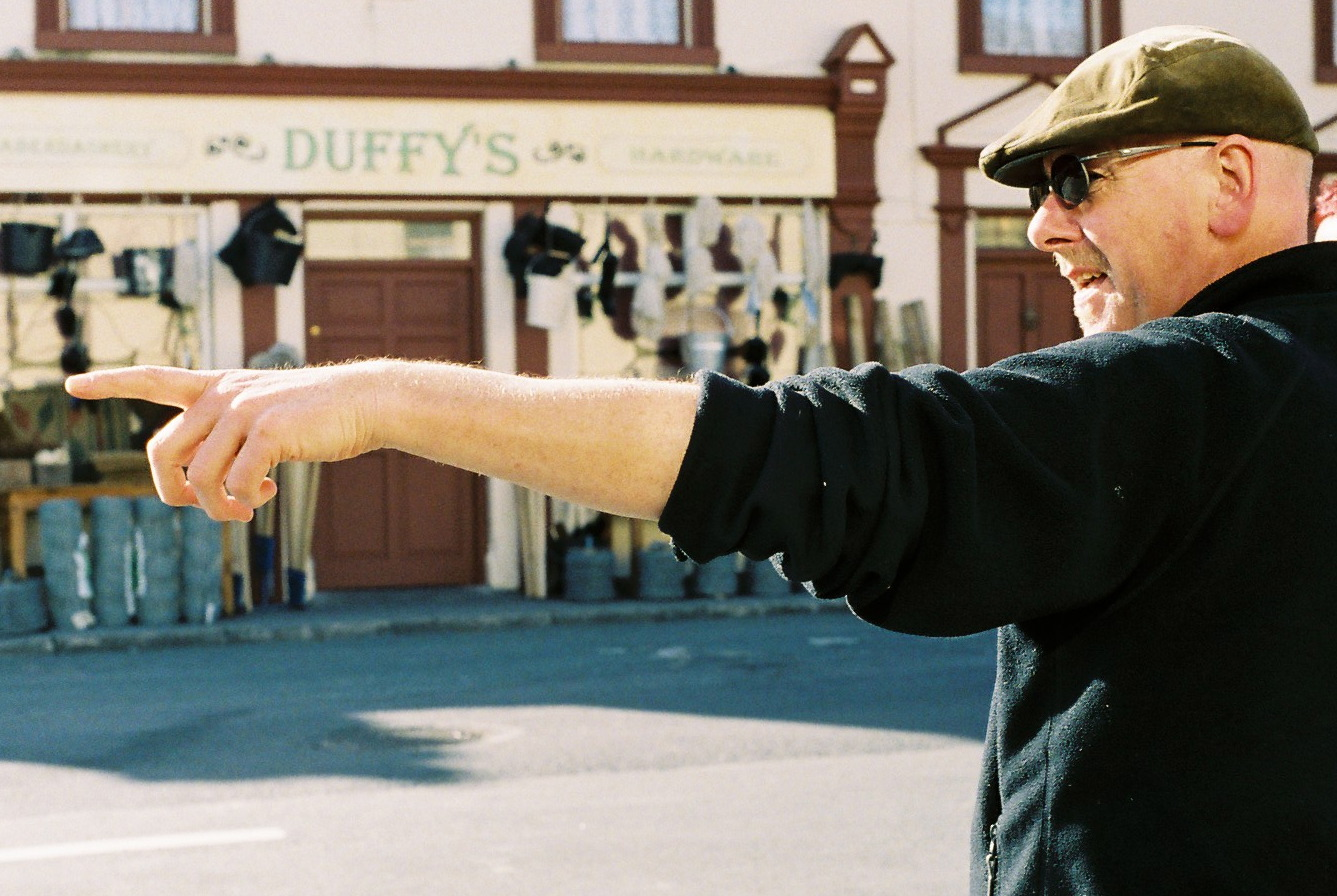
Martin Duffy am Set

## Arbeiten als Kinoregisseur
- 1996: The Boy from Mercury
- 1999: The Bumblebee Flies Anyway
- 2000: The Testimony of Taliesin Jones
- 2008: Summer of the Flying Saucer

## Arbeiten als Drehbuchautor (Auswahl)
- Bosco
- Fortycoats & Co.
- Wanderly Wagon
- The Dubliners Dublin

## Arbeiten als Schriftsteller (Auswahl)
- The Road to Mercury (1996/2006)
- Barney and Molly: A True Dublin Love Story (2006)

## Einzelnachweis
1. ↑  Archivierte Kopie (Memento des Originals vom 25. September 2015 im Internet Archive)  Info: Der Archivlink wurde automatisch eingesetzt und noch nicht geprüft. Bitte prüfe Original- und Archivlink gemäß Anleitung und entferne dann diesen Hinweis.

| Personendaten    | Personendaten                                                        |
| ---------------- | -------------------------------------------------------------------- |
| NAME             | Duffy, Martin                                                        |
| KURZBESCHREIBUNG | irischer Filmregisseur, Drehbuchautor, Filmeditor und Schriftsteller |
| GEBURTSDATUM     | 25. August 1952                                                      |
| GEBURTSORT       | Dublin                                                               |